# Zillis-Reischen
Zillis-Reischen (toponimo tedesco) è un comune svizzero di 404 abitanti del Canton Grigioni, nella regione Viamala.

## Geografia fisica
Zillis-Reischen è situato lungo la Viamala nella valle di Schams, alla destra del Reno Posteriore; il punto più elevato del comune è la cima del Piz Curvér (2 972 m s.l.m.), sul confine con Andeer e Surses.

## Storia
Il comune di Zillis-Reischen è stato istituito nel 1875 con la fusione dei comuni soppressi di Reischen e Zillis.

## Società

### Evoluzione demografica
L'evoluzione demografica è riportata nella seguente tabella:
Abitanti censiti

### Lingue e dialetti
Nel 2000 il 42% della popolazione parlava la lingua romancia.

## Infrastrutture e trasporti
Zillis-Reischen è servito dall'uscita autostradale di Zillis sulla A13/E43; dista 9,5 km dalla stazione ferroviaria di Thusis, 33 km da Coira e 84 km da Bellinzona. Nel territorio comunale si trova il ponte autostradale Viamala-Brücke.